# Tetramorium petiolatum
Tetramorium petiolatum (лат.) — вид мелких по размеру муравьёв рода Tetramorium трибы Crematogastrini (ранее в Tetramoriini) из подсемейства Myrmicinae семейства Formicidae.

## Распространение
Южная Азия: Индия.

## Описание
Мелкие муравьи чёрного и коричневого цвета (около 4 мм). Отличаются ячеисто-морщинистой скульптурой тела. Глаза крупные. Усики рабочих 12-и члениковые, булава 3-х члениковая. Боковые части клипеуса килевидно приподняты около места прикрепления усиков. Жвалы широкотреугольные с зубчатым жевательным краем. Заднегрудка с 2 проподеальными шипиками. Стебелёк между грудкой и брюшком состоит из двух члеников: петиолюса и постпетиолюса (последний чётко отделён от брюшка), жало развито, куколки голые (без кокона).

## Систематика
Вид Tetramorium cordatum был впервые описан в 1998 году энтомологами из Индии С. Шила (Sheela, S.) и Т. Нарендраном (Narendran, T. C.; Systematic Entomology Laboratory, Department of Zoology, University of Calicut, Керала, Индия).